# Mindball

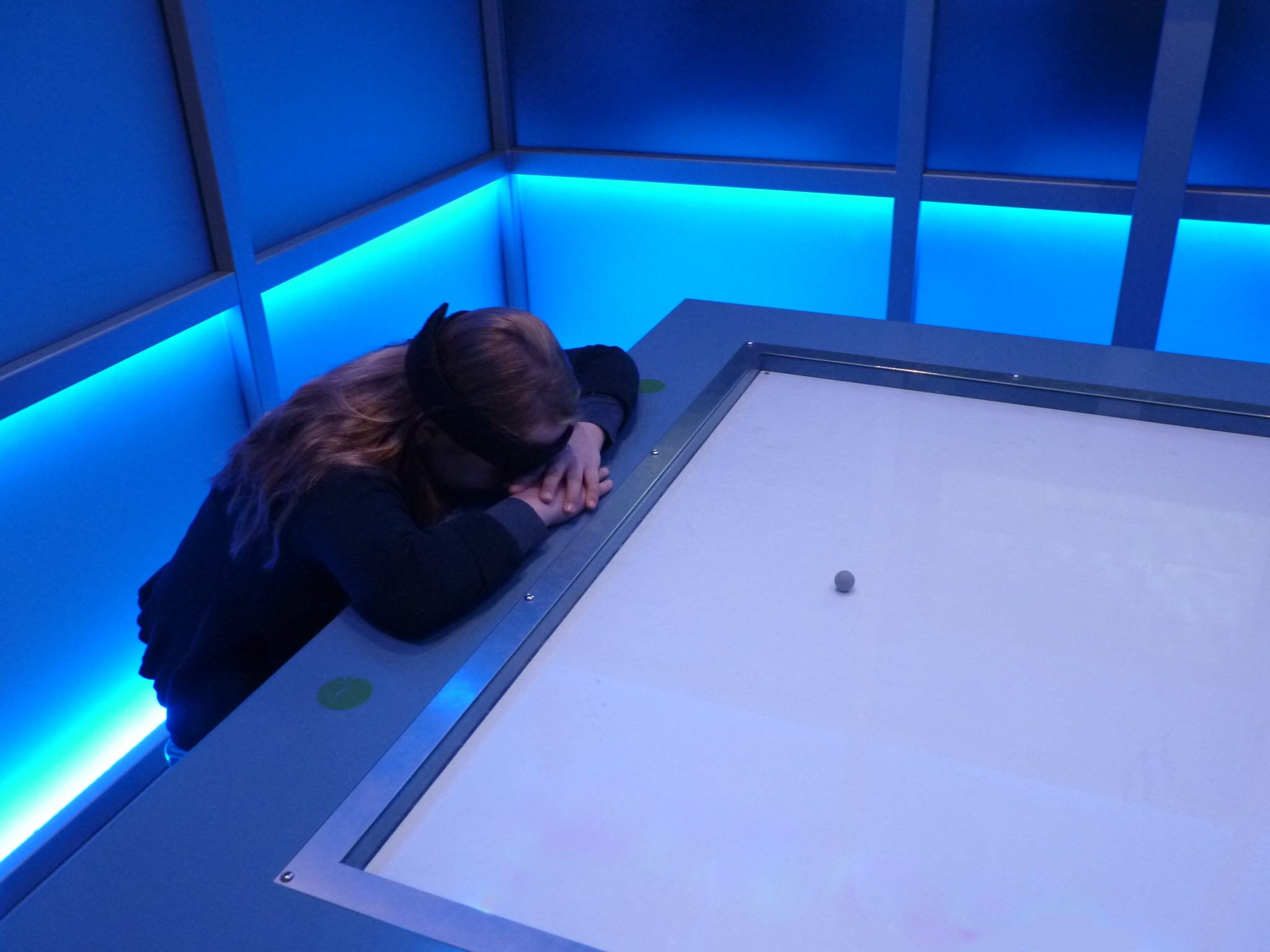
Bambina che gioca a Mindball

Il mindball  è un gioco da tavolo lanciato nel 2003 e concepito per essere utilizzato in musei, esposizioni e fiere.
I due giocatori siedono sui lati opposti di un tavolo, e si confrontano usando le onde cerebrali, lo scopo del gioco è controllare con la mente una palla che si muove lungo il tavolo e farla finire nella porta avversaria. Le onde cerebrali dei giocatori vengono registrate tramite una fascia elastica provvista di sensori (si tratta di un apparecchio del tutto simile a quelli usati per l'elettroencefalografia), un computer elabora i dati e trasmette il movimento alla pallina in corrispondenza delle onde di tipo alfa e theta, tipiche degli stati di calma e relax. In realtà i giocatori non controllano direttamente il movimento della pallina ma quello di un magnete posto al di sotto del tavolo che fa muovere la biglia metallica al centro del gioco. Il Mindball viene prodotto dalla compagnia svedese Interactive Productline. Il tavolo viene venduto approssimativamente intorno ai 20.000 dollari..
Il gioco viene lanciato nel 2003, il brevetto viene certificato nel 2005, da un prototipo del Brainball che all'epoca era sviluppato dal Smart Studio insieme a The Interactive Institute in Svezia.
Al Museo della scienza e dell'industria di Chicago è stata allestita una postazione in cui i visitatori possono sperimentare il gioco e l'Accademia Militare degli Stati Uniti di West Point ne ha acquistato un esemplare per l'addestramento dei suoi cadetti.